# Michel Pinçon
Pour les articles homonymes, voir Pinçon.
Michel Pinçon, né le 18 mai 1942 à Lonny dans les Ardennes et mort le 26 septembre 2022 à Paris, est un sociologue français, ancien directeur de recherche au CNRS au Centre de sociologie urbaine.
L'essentiel de son œuvre, écrit en collaboration avec sa femme, Monique Pinçon-Charlot, est consacré à l'étude de la haute bourgeoisie et des élites sociales.

## Biographie
Michel Pinçon naît le 18 mai 1942, dans la commune de Lonny (Ardennes), dans une famille d'ouvriers : son père est un temps ouvrier polisseur à Nouzonville. Il se marie en 1967, avec une étudiante en sociologie, Monique Charlot ; le couple a un fils. Le mariage permet à son épouse de le suivre pendant la période de service national en coopération, au Maroc, où ils enseignent le français, tirant de cette expérience un mémoire supervisé par Jean-Claude Passeron. À leur retour, ils terminent leur formation à l'université libre de Vincennes. Ils ont ensuite la possibilité d'entrer au Centre de sociologie urbaine (une association de recherche qui devient un laboratoire du CNRS en 1978) en 1970. Huit ans plus tard, à la suite de la lutte "hors-statuts" à laquelle Michel et Monique Pinçon-Charlot ont participé, les sociologues sont intégrés comme attachés de recherche au Centre national de la recherche scientifique (CNRS). Jusqu'au milieu des années 1980, lui travaille sur le monde ouvrier, son épouse sur la ségrégation urbaine.
Un de ses premiers ouvrages, Désarrois ouvriers : familles de métallurgistes dans les mutations industrielles et sociales, est consacré aux évolutions de l'industrie métallurgique dans la vallée de la Meuse et à leurs conséquences sociales. Les travaux et ouvrages suivants sont généralement l'œuvre du couple. Ils s'intéressent notamment aux normes sociales, aux dynasties, bourgeoises ou nobles, aux nouveaux entrants dans le monde de la richesse, ainsi qu'aux loisirs et aux us et coutumes des familles fortunées. Ils arrivent à pénétrer ce milieu à partir de 1986 grâce à Paul Rendu (directeur de leur laboratoire, le Centre de sociologie urbaine), lui-même issu de cette classe. Une synthèse de leurs travaux a été publiée sous le titre Sociologie de la bourgeoisie. À travers ces différents éclairages, leur ambition est de construire une anthropologie des privilégiés de la société française contemporaine,,,,. 
Les ouvrages des Pinçon-Charlot connaissent parfois des succès en librairies rares pour des ouvrages de sociologie. Le Président des riches, consacré à Nicolas Sarkozy, se vend à plus de 150 000 exemplaires ; La Violence des riches se vend à plus de 100 000 exemplaires.
Retraités en 2007, ils publient depuis des ouvrages plus engagés – étant « libérés de leur neutralité scientifique » – et qui sont des succès en matière de ventes. 
En 2011, il soutient publiquement Jean-Luc Mélenchon candidat du Front de gauche à l'élection présidentielle de 2012,. Comme son épouse, il prend par la suite ses distances, considérant que « c’est un nouveau Mitterrand ».
Michel Pinçon meurt le 26 septembre 2022. Fabien Roussel, secrétaire national du PCF, rend hommage « à ce compagnon de route, grand sociologue, qui n’a eu de cesse, avec Monique, de décrypter les rapports de domination sous toutes ses formes ». D'après son éditeur, La Découverte, Michel Pinçon est décédé « des suites de la maladie d'Alzheimer ». Il est inhumé au cimetière de Bourg-la-Reine (division 11).

## Recherches en commun avec son épouse Monique Pinçon-Charlot
Au moment où Michel Pinçon et Monique Pinçon-Charlot entrent au CNRS en 1970, peu de sociologues s'intéressent à la sociologie des milieux aisés et riches. Le couple mène à bien un master sous la direction de Jean-Claude Passeron, travail consacré à la culture française comme outil de distinction dans le Maroc contemporain. Le couple cite Passeron et Pierre Bourdieu comme deux de ses principaux inspirateurs : « Notre travail se veut une mise en oeuvre du système conceptuel élaboré par Pierre Bourdieu et les notions d’habitus, de champ, d’hexis corporelle, de doxa sont à la base de nos observations et de nos analyses », indiquent-ils dans Voyage en grande bourgeoisie. Les recherches du couple s'inscrivent dans un vaste héritage intellectuel de Bourdieu qui s'observe, dans le même temps, sur d'autres sujets de recherche, tels la justice, les classes laborieuses et la jeunesse (ouvrages de Stéphane Beaud et de Gérard Mauger) ou la famille (chez Rémi Lenoir).
Les relations entre les deux enquêteurs et les milieux sociaux qu'ils étudient constituent un problème scientifique à part entière, notamment la question de leur engagement citoyen et politique. Le sujet, classique dans les ouvrages de méthode sociologique, a été abordé dès les années 1960. Michel Pinçon et Monique Pinçon-Charlot lui consacrent des articles dans la revue Journal des anthropologues en 1993 puis dans la revue L'Homme et la société en 1995. En 1997, ils approfondissent ce questionnement dans un ouvrage méthodologique complet, Voyage en grande bourgeoisie. Journal d'enquête. Ils y détaillent les problèmes posés par leur objet d'étude, notamment les attitudes adoptées par les « enquêtés », de la tentative d'enjôlement à la condescendance en passant par la prudence, ou encore la célébrité de certaines personnes ou familles étudiées, qui met à mal l'anonymat de l'étude et pose des problèmes spécifiques. Ils s'interrogent sur les risques d'autocensure consécutifs à ces problèmes d'écriture ainsi qu'à la réception des ouvrages, pris entre les exigences de la communauté scientifique (qui voit d'un mauvais œil une forte médiatisation d'un livre) et celles des médias (qui voient d'un mauvais œil un langage trop technique).

## Ouvrages
- Désarrois ouvriers : familles de métallurgistes dans les mutations industrielles et sociales, Éditions L'Harmattan, 1987  (ISBN 2-85802-807-9)

En collaboration avec Monique Pinçon-Charlot :
- Dans les beaux quartiers, Seuil, 1989  (ISBN 978-2020109369)
- La chasse à courre, ses rites et ses enjeux, Payot, 1993,  (ISBN 2228897493)
- Voyage en grande bourgeoisie, PUF, 1997 réédité en 2002 et 2005  (ISBN 978-2130554202)
- Grandes fortunes : dynasties familiales et formes de richesse en France[24], Paris, Éditions Payot, coll. « Documents Payot », 1996,  (ISBN 9782228889858) ; rééditions coll. « Petite bibliothèque Payot », 1996, 2006 et 2019
- Nouveaux patrons, nouvelles dynasties, Calmann-Lévy, 1999
- Sociologie de la bourgeoisie, La Découverte, coll. « Repères », 2000, 2003, 2016  (ISBN 978-2707146823)
- Sociologie de Paris, La Découverte, 2004  (ISBN 978-2707142801)
- Châteaux et châtelains : les siècles passent, le symbole demeure, Éditions Anne Carrière, 2005  (ISBN 978-2843373251)
- Monique Pinçon-Charlot et Michel Pinçon, Les Ghettos du gotha, Paris, Éditions du Seuil, 2007 (ISBN 978-2-02-088920-9, OCLC 173263948, BNF 41122902, LCCN 2007490015).
- Paris : quinze promenades sociologiques, Payot, Paris, 2009  (ISBN 978-2228904117)
- Les millionnaires de la chance, Payot, Paris, 2010  (ISBN 978-2228905152)
- Le Président des riches, La Découverte, 2010[8],[3],[9],  (ISBN 9782355220180)
- Des sociologues sans qualités ? : pratiques de recherche et engagements, (ouvrage collectif sous la direction de Delphine Naudier et Maud Simonet), Paris, La Découverte, 2011.
- L'argent sans foi ni loi, Éditions Textuel, 2012,  (ISBN 978-2845974449)
- Altergouvernement, ouvrage collectif réunissant Paul Ariès, Geneviève Azam, Marc Dufumier, Marie Duru-Bellat, Claude Egullion, Jean-Baptiste Eyraud, Susan George, Franck Lepage, Jean-Marie Harribey, Philippe Leymarie, Laurent Mucchielli, Aline Pailler, Nathalie Péré-Marzano, Fabien Piasecki, Monique Pinçon-Charlot, Clarisse Taron, et Jacques Testart, éditions Le Muscadier, 2012,  (ISBN 979-1090685000)
- La violence des riches, Zones, 2013
- Riche, pourquoi pas toi ? avec Monique Pinçon-Charlot, illustré par Marion Montaigne, 2013, Dargaud.
- Pourquoi les riches sont-ils de plus en plus riches et les pauvres de plus en plus pauvres ?, illustré par Étienne Lécroart, Paris, La Ville brûle, 2014.
- C'est quoi être riche ? : entretiens avec Émile, illustré par Pascal Lemaître, Paris, Éditions de l'Aube, 2015.
- Tentative d'évasion (fiscale), Zones, 2015.
- Les prédateurs au pouvoir : main basse sur notre avenir, Textuel, 2017.
- Panique dans le 16e ! : une enquête sociologique et dessinée, dessins d'Étienne Lécroart, La Vlle brûle, 2017.
- Les Riches au tribunal : l'affaire Cahuzac et l'évasion fiscale, dessins d'Étienne Lécroart, Delcourt/Encrages, 2018.
- Le Président des ultra-riches : chronique du mépris de classe dans la politique d’Emmanuel Macron, Paris, Zones/La Découverte, 31 janvier 2019, 176 p. (ISBN 978-2-35522-128-6, présentation en ligne, lire en ligne)
- Michel Pinçon et Pinçon-Charlot, Notre vie chez les riches : mémoires d'un couple de sociologues, Paris, Zones, 2021 (ISBN 978-2-35522-127-9)

## Articles

### Seul auteur
- 1981 : « Habitat et modes de vie. La cohabitation des groupes sociaux dans un ensemble H.L.M. », Revue française de sociologie, 1981, 22-4, p. 523-547. DOI 10.2307/3320812 [lire en ligne]
- 1985 : « Un patronat paternel », Actes de la recherche en sciences sociales, volume 57-58, juin 1985. « Stratégies de reproduction », p. 95-102. DOI https://doi.org/10.3406/arss.1985.2263 [lire en ligne]
- 1986, avec Paul Rendu : « Un ouvrier désenchanté », Actes de la recherche en sciences sociales, volume 62-63, juin 1986. « L’illusion biographique », p. 93-99. DOI https://doi.org/10.3406/arss.1986.2321 [lire en ligne]
- 1986 : « Autoproduction, sociabilité et identité dans une petite ville ouvrière », Revue française de sociologie, 1986, 27-4. p. 629-653. DOI 10.2307/3321706 [lire en ligne]

### Article collectif
- 1991, avec Monique Pinçon-Charlot, Bruno Duriez et Jacques Ion, « Institutions statistiques et nomenclatures socio-professionnelles. Essai comparatif : Royaume-Uni, Espagne, France », Revue française de sociologie, 1991, 32-1, p. 29-59. DOI 10.2307/3322355 [lire en ligne]

## Accueil

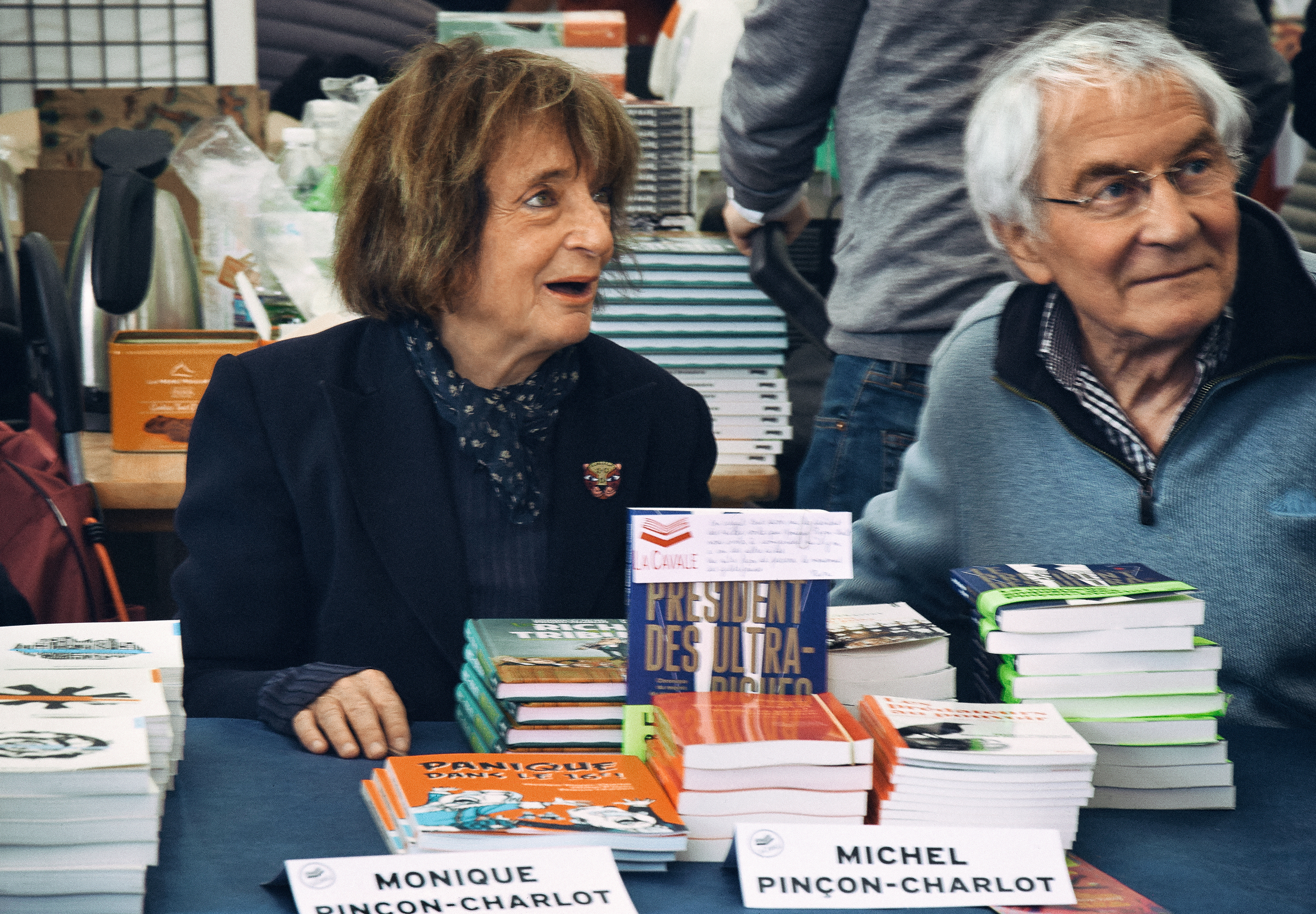
Monique Pinçon-Charlot et Michel Pinçon en 2019.

### Réception universitaire de ses travaux de recherche
Au sujet du premier ouvrage de Michel Pinçon, Désarrois ouvriers. Familles de métallurgistes dans les mutations industrielles et sociales (paru en 1987), Luc Thériault apprécie la même année dans la Revue internationale d’action communautaire la capacité du livre à « traiter de façon intéressante un sujet qui pouvait, au premier regard, sembler assez banal » et à « éviter dans son traitement de l'impact des mutations intervenues le piège d'un passéisme larmoyant ». Dans la revue Espace populations sociétés, Jeanne Fagnani salue un ouvrage « riche et stimulant, qui devrait être un ouvrage de référence pour tout géographe ou sociologue travaillant sur l'impact des mutations économiques et technologiques sur le monde ouvrier ».
Michel Pinçon co-écrit ses ouvrages suivants avec son épouse Monique Pinçon-Charlot. L'ouvrage La chasse à courre (paru en 1993) reçoit dans la Revue française de sociologie une critique très favorable de Luc Arrondel et Cyril Grange, qui en apprécient la capacité à offrir « une vue exhaustive et nuancée d'une pratique très controversée » grâce à « La subtile position de neutralité qu'ils ont adoptée [et qui] laisse toute liberté au lecteur de forger lui-même son propre jugement ». Les auteurs du compte-rendu déplorent cependant le regroupement des trois formes de vénerie sous une même dénomination alors que, comme l'ouvrage le montre, elles ne recoupent pas les mêmes mondes sociaux. Dans la revue L'Homme et la société, Pierre Lantz écrit au sujet de leur livre Les Rothschild. Une famille bien ordonnée (paru en 1998) qu'« Il fallait s'être consacré depuis longtemps à l'étude de la grande bourgeoisie pour s'intéresser sans complaisance ni malveillance à une famille aussi représentative des liens entre haute finance et grande politique que les Rothschild ». Évoquant Nouveaux patrons, nouvelles dynasties (paru en 1999), Nicole Rousier loue dans Les Annales de la recherche urbaine « leur écriture très accessible » et leurs « références et citations judicieuses ». Au sujet de Sociologie de la bourgeoisie (paru en 2000), Clara Lévy apprécie dans la Revue française de sociologie « la clarté des énoncés et la rigueur de la démonstration » dans un texte « concis et précis ».

### Critiques
Les livres publiés par le couple Pinçon-Charlot après leur passage en retraite du CNRS leur valent des critiques, principalement dans les médias. Gérald Bronner et Étienne Géhin, auteurs du livre Le danger sociologique, reprochent ainsi en 2017 au couple Pinçon-Charlot de masquer leur militantisme derrière des travaux scientifiques (sans que leurs noms soient formellement cités dans l’ouvrage en question). Au magazine Le Point, le chroniqueur Julien Damon estime qu'« en faisant fi de toute méthodologie, le couple de sociologues porte atteinte à la discipline », que leurs travaux sont « frauduleux », et qu'ils manquent de « rigueur et [qu'ils devraient] limiter l'invective ». Sur le site Atlantico, le directeur d'un Institut de recherches économiques et fiscales, Nicolas Lecaussin, affirme que « leur analyse est faite en fonction de leurs croyances et non pas en fonction des réalités ».
Le journaliste Luc Peillon reproche en février 2019 la confusion entre taux marginal d'imposition et taux effectif d'imposition, ce qui permet aux Pinçon-Charlot d'affirmer à tort dans une interview au journal Libération le 29 janvier 2019 : « le plus mal payé des contribuables paie plus en impôts sur le revenu que le plus riche des actionnaires sur chaque euro de dividendes perçus ».
Le journaliste Florent Georgesco, dans Le Monde, critique en 2019 l'absence de rigueur scientifique dans leur ouvrage Le Président des ultra-riches. Tout en les reconnaissant comme des « spécialistes incontestables de la sociologie des élites françaises, auteurs, dans les années 1980 et 1990, de livres qui comptent », il affirme avoir observé dans leur œuvre une « mutation [car elle serait] passée de l’enquête à l’impressionnisme, de la critique à l’affirmation », d'où un ouvrage où ils adoptent selon lui une attitude de « badauds », « sans moyens sociologiques » ; il critique également leur engagement politique auprès du PCF. À la suite de la mort de Michel Pinçon, la rédaction du Monde avance que « les Pinçon-Charlot avaient quitté depuis la rigueur des canons scientifiques pour se livrer à des observations davantage impressionnistes » avant de conclure son article sur l'annonce de ce décès par une remarque de Benoît Payan : « Michel Pinçon n’a jamais fait semblant d’être neutre. Les travaux de Michel et Monique ont inspiré nos combats contre les inégalités ».

## Radio
Michel Pinçon a été invité à plusieurs reprises sur la radio France Inter.